# دیوید اوری
دیوید آوری (انگلیسی: David Avery؛ زادهٔ ۶ آوریل ۱۹۸۶) بازیگر اهل بریتانیا است.
 وی از سال ۲۰۰۹ میلادی تاکنون مشغول فعالیت بوده‌است.
از فیلم‌ها یا برنامه‌های تلویزیونی که وی در آن نقش داشته‌است می‌توان به جرم، ستاره‌دار و مدیر شب اشاره کرد.